# Zdzisław Gozdawa
Zdzisław Gozdawa, właśc. Zdzisław Godlewski, posługiwał się też nazwiskiem Gozdawa-Godlewski (ur. 1 grudnia 1910 w Warszawie, zm. 28 lutego 1990 tamże) – polski komediopisarz, poeta, autor tekstów piosenek, satyryk, także kompozytor; dyrektor, kierownik literacki i artystyczny teatru.

## Życiorys
Studiował na Wydziale Filologii Polskiej Uniwersytetu Warszawskiego, którego absolwentem został w 1932 roku. Jako literat zadebiutował w roku 1929 librettem do bajki muzycznej Królewna Iskierka. Pierwszą piosenkę napisał dla Mieczysława Fogga, był to utwór „Limpopo”.
Jego utwory wykonywali także inni artyści, m.in.: Hanka Bielicka, Chór Czejanda, Czerwone Gitary, Roman Gerczak, Mirosława Krajewska, Zbigniew Kurtycz, Tadeusz Miller, Jerzy Połomski, Zbigniew Rawicz, Rena Rolska, Irena Santor, Ludwik Sempoliński, Hanna Skarżanka, Jarema Stępowski, Tadeusz Wesołowski, Mieczysław Wojnicki.
W latach 1932–1939 był związany z kabaretem Pegaz, z którym współpracował jako kierownik oraz autor tekstów (skecze, monologi). W 1936 roku nawiązał trwającą do 1978 współpracę z Wacławem Stępniem. Stworzyli oni duet autorski. Pisali wspólnie komedie, wodewile, książki i piosenki. Związani byli także z teatrem Syrena, w którym sprawowali kierownictwo literackie (1957–1962 i 1962–1978). Później sam Gozdawa był dyrektorem tego teatru (1974–1978).
Gozdawa działał też na własną rękę, publikując artykuły i felietony w różnych pismach (tygodnikach kulturalnych i dziennikach).
Od 1964 roku należał do PZPR.

## Odznaczenia
- Krzyż Oficerski Orderu Odrodzenia Polski (1974)
- Krzyż Kawalerski Orderu Odrodzenia Polski (1965)
- Złoty Krzyż Zasługi (1965)
- Medal 30-lecia Polski Ludowej (1974)
- Odznaka 1000-lecia Państwa Polskiego (1967)
- Odznaka „Zasłużony Działacz Kultury” (1974)
- Odznaka "Za zasługi dla Warszawy" (1969)

## Najważniejsze piosenki
- „Budujemy nowy dom” (muz.)
- „Cóż ci więcej mogę dać” (sł.)
- „Gdy się kogoś ma” (sł.)
- „Małe mieszkanko na Mariensztacie” (muz.)
- „Marynika” (sł.)
- „Walc MDM” (sł.)
- „Walc na niepogodę” (sł.)
- „Zielony kapelusik” (sł.)

## Spektakle
z Wacławem Stępniem:
- 1946 – Bliźniak – scenariusz
- 1946 – Świetnie się składa – scenariusz
- 1947 – Artyści – scenariusz
- 1948 – Ambasador – scenariusz
- 1951 – Wodewil warszawski – scenariusz
- 1952 – Wielki cyrk – scenariusz
- 1957 – Pan Vicienzo jest moim ojcem – teksty piosenek
- 1958 – Nasze jajko – scenariusz
- 1965 – Latające dziewczęta – teksty piosenek
- 1967 – Szklane wesele – teksty piosenek
- 1968 – Wesele na całą Europę – teksty piosenek
- 1969 – Róbmy coś – scenariusz
- 1973 – Miasto cudów – scenariusz
- 1975 – Kabaretro – scenariusz
- 1978 – Skok do łóżka – teksty piosenek